# Dothidea tetraspora
Dothidea tetraspora är en svampart som beskrevs av Berk. & Broome 1859. Dothidea tetraspora ingår i släktet Dothidea och familjen Dothideaceae.   Inga underarter finns listade i Catalogue of Life.